# Joan Bordoy i Cañellas
Joan Bordoy i Cañellas   (Lloseta, 17 de desembre de 1897 - Barcelona, 12 d'octubre de 1972) fou un futbolista català dels anys 1920 que jugava com a porter.

## Trajectòria
Mallorquí de naixement, es traslladà a Barcelona a l'edat de quatre anys i sempre es considerà català. Començà a jugar de mig centre, però aviat passà a jugar de porter, donada la seva alçada i per recomanació mèdica. La seva trajectòria transcorregué íntegrament al Club Esportiu Europa, club on fou campió de Catalunya el 1922-23 i finalista del campionat d'Espanya la mateixa temporada. També jugà amb la selecció catalana de futbol. Es retirà el 1927.
L'any 1924 es disputà un partit d'homenatge en favor de Bordoy entre l'Europa i la UE Sants amb victòria de l'Europa per 8 gols a 1. El 1928 se li va retre un segon partit d'homenatge on l'Europa s'enfrontà a una selecció de jugadors amb victòria de l'Europa per 5 gols a 4.
Fou durant dues temporades entrenador de l'Europa, abandonant finalment tota activitat relacionada amb el món del futbol.

## Palmarès
- Campionat de Catalunya: 1922-23